# Mahamadou Yahaya
Mahamadou Yahaya (* 27. September 1983), auch Yahaya Mahamadou, ist ein nigrischer Fußballschiedsrichterassistent.
Seit 2012 steht Yahaya auf der Liste der FIFA-Schiedsrichter und ist an der Spielleitung internationaler Fußballspiele beteiligt, unter anderem in der CAF Champions League.
Yahaya wurde bei insgesamt vier Afrika-Cups eingesetzt. Beim Afrika-Cup 2015 in Äquatorialguinea, beim Afrika-Cup 2017 in Gabun, beim Afrika-Cup 2019 in Ägypten und beim Afrika-Cup 2022 in Kamerun leitete er insgesamt elf Spiele.
Zudem war er unter anderem Schiedsrichterassistent bei der U-20-Weltmeisterschaft 2015 in Neuseeland, bei der U-17-Weltmeisterschaft 2017 in Indien, in der afrikanischen WM-Qualifikation sowie bei diversen Qualifikations- und Freundschaftsspielen.